# Zvezdana evolucija
Zvezdana evolucija je proces starenja zvezde u toku kog se drastično menjaju njena fizička i hemijska svojstva. Masa zvezde određuje njen razvojni put. U zavisnosti od mase, dele se na zvezde male mase, zvezde srednje mase i masivne zvezde.
Informacije o evolutivnom razvoju zvezda se dobijaju posmatranjem većeg broja zvezda u različitim stadijumima razvoja. Smatra se da zvezde nastaju gravitacionim sažimanjem oblaka međuzvezdane materije. Ovaj proces se može dogoditi spontano ili indukovano. Do spontanog gravitacionog kolapsa dolazi kada oblak međuzvezdane materije izgubi deo svoje unutrašnje energije. Indukovano sažimanje se dešava promenom lokalnih uslova i ubrzavanjem fizičkih procesa koji dovode do formiranja zvezda, što izazivaju spoljašnji faktori poput udarnih talasa od bliskih supernovih, vetrova vrelih masivnih zvezda, sudara između molekulskih oblaka, itd. U toku celokupnog razvoja zvezde, suprotstavljeni su procesi daljeg sažimanja zvezde usled sopstvene gravitacije s jedne strane i termonuklearne reakcije ili degeneracija materije s druge strane.
Evolutivni razvoj zvezde se može podeliti u tri osnovne faze: faza pre glavnog niza, faza boravka na glavnom nizu i faza posle glavnog niza.

## Faza pre glavnog niza
Pretpostavlja se da zvezdana evolucija u ovoj fazi funkcioniše na sledeći način. Prvobitni oblak međuzvezdane materije je velikih razmera, masivan, male gustine i niske temperature. Sastoji se pretežno od molekula vodonika, helijuma i čestica prašine. Na samom početku temperatura ima konstantnu vrednost usled nedostatka trenja, pa se energija oslobođena sažimanjem odmah izrači, tj. temperatura ne raste. Daljim sažimanjem se povećavaju gustina i neprozračnost što uzrokuje trošenje dela oslobođene gravitacione potencijalne energije na zagrevanje oblaka. Gravitaciona nestabilnost dovodi do fragmentacije masivnog početnog oblaka. Ovi fragmenti kasnije formiraju grupe zvezda – asocijacije i otvorena zvezdana jata. U ovim grupama je koncentracija fragmenata mala i nisu povezani pa se brzo raspadaju; efikasnost formiranja zvezda je oko 25%.

### Protozvezde
Zbijena zvezdana jata nastaju kada u početnom oblaku istovremeno započinje gravitacioni kolaps u gusto pakovanim fragmentima. Od ovih fragmenata se formiraju zvezde koje mogu obrazovati stabilno zvezdano jato, čime se objašnjava i činjenica da su sve zvezde unutar jednog jata iste starosti.
Prva faza, koja traje između početka gravitacionog sažimanja i započinjanja termonuklearnih reakcija vodonika je faza protozvezde. U toku ove faze zvezda se zagreva isključivo na račun gravitacione energije, čiji se deo troši delom na povećanje unutrašnje energije, a ostatak oslobađa zračenjem na niskoj temperaturi. Povećanje unutrašnje energije dovodi do jonizacije atoma i topljenje čestica prašine, čime raste neprozračnost i gas se pretvara u plazmu čija temperatura sve više raste. Nasuprot uticaju gravitacije, dolazi do sve bržeg termalnog kretanja čestica, što dovodi do zaustavljanja sažimanja plazme. Sistem dostiže ravnotežu. Usled visoke neprozračnosti, dolazi do konvekcije i oslobađanja znatne količine energije, smanjuje se termalni pritisak, ravnoteža se narušava i ponovo dolazi do gravitacionog sažimanja, pa se povećavaju temperatura i gustina. Najtopliji i najgušći deo je jezgro (centar) zvezde.
Daljim sažimanjem protozvezde se stvaraju uslovi (temperatura, gustina) za početak termonuklearnih reakcija sagorevanja vodonika, čime se oslobađa ogromna energija, koja ponovo zaustavlja sažimanje i ponovo se dostiže stanje ravnoteže. Višak energije se zrači kao vidljiva svetlost. Zvezda je rođena i na H-R dijagramu zauzima mesto na glavnom nizu, gde boravi u stanju energetske i mehaničke ravnoteže.
Donja granica mase potrebne da protozvezda dostigne glavni niz je 0.08 masa Sunca.

### Braon patuljci
Ukoliko je masa protozvezde mala, gravitaciona potencijalna energija ne može omogućiti dovoljno visoku temperaturu za reakcije sagorevanja vodonika, te se zvezda ne može formirati. Ovaj objekat će se dalje sažimati i postati degenerisani braon patuljak koji će izračivati dugotalasnu energiju dok se ne ugasi.

## Glavni niz
Položaj zvezde na glavnom nizu određen je njenom masom i hemijskim sastavom.
Krajnje tačke putanja zvezda različitih masa, a istog hemijskog sastava, definišu početni glavni niz ili niz nulte starosti za te zvezde. Na glavnom nizu H-R dijagrama zvezda je stabilna i tu provodi najveći deo svog života.
U toku ove faze se menja hemijski sastav zvezde, usled čega se menjaju i sjaj, temperatura i radijus, čime se automatski menja i položaj zvezde. Na glavni niz zvezde stižu sa homogenim hemijskim sastavom, ali se pretvaranjem vodonika u helijum povećava srednja molekulska masa, čime se smanjuje pritisak pa se jezgro sažima. Sažimanje jezgra dovodi do porasta pritiska i temperature sve dok se ponovo ne dostigne hidrostatička ravnoteža. Povećanjem temperature se povećava energetski fluks, te je i luminoznost veća. Masivnije zvezde brže sagorevaju vodonik te kraće ostaju na glavnom nizu.
Ravnoteža se narušava kada količina vodonika u jezgu postane toliko mala da se zvezda više ne može suprotstaviti sopstvenoj gravitaciji, i počinje sažimanje, čime zvezda silazi sa glavnog niza.

## Faza posle glavnog niza
Zvezda u ovoj fazi prolazi kroz mnoga nestabilna stanja pri kojima gubi primetan deo svoje mase. U ovoj fazi evolucija takođe zavisi od mase.

### Stadijum crvenog džina
Jedini izvor energije u ovom stadijumu je gravitaciono sažimanje. To dovodi do zgušnjavanja zvezdane materije i porasta temperature. Gustina opada od jezgra ka višim slojevima. U tim slojevima oko jezgra je temperatura dovoljno visoka da dolazi do termonuklaernih reakcija vodonika, što u jezgru nije moguće. Kad je energija nastala u tim višim slojevima veća od gravitacione potencijalne energije, deo nje se oslobađa u okolni prostor, a deo se pretvara u kinetičku energiju omotača koji se na taj način širi i hladi. Površinska temperatura opada, raste neprozračnost i formira se konvektivni omotač. Na HR dijagramu se zvezda pomera udesno i naviše i postaje nestabilan crveni džin. Nestabilni crveni džinovi gube masu sve dok ne ostane samo gusto i toplo jezgro.
Struktura crvenog džina je takva da se njegovo helijumovo jezgro sažima i zagreva dok se omotač širi i hladi. Kada se u jezgru stvore temperaturni uslovi, počinju termonuklearne reakcije helijuma, sažimanje prestaje, i zvezda postaje stabilni crveni džin. Kod masivnih zvezda može se desiti da nekoliko puta prođu kroz stadijum crvenog džina i moguće su termonuklearne reakcije u kojima se formiraju elementi rednih brojeva većeg od helijuma. Tada ostaci iz poslednje faze sagorevanja postaju osnova za nove termonuklearne reakcije, i mogu se formirati elementi po sledećem lancu: C → Ne → O → Si → Fe.
Zvezde najmanjih masa ne mogu sažimanjem da obezbede u jezgru temperaturu za sagorevanje helijuma.
Za Sunce se pretpostavlja da će u stadijumu nestabilnog crvenog džina gravitacionom silom “progutati” svoje najbliže planete.

### Konačne faze
Zvezda može provesti poslednji stadijum svog života u jednom od sledeća tri oblika, zavisno od mase: kao beli patuljak, neutronska zvezda ili crna rupa.
- Beli patuljci

Zvezde koje evoluiraju u bele patuljke se nakon trošenja goriva gravitaciono se obrušavaju ka svom centru. Ovo se zove gravitacioni kolaps i zaustavlja se degeneracijom materije, odnosno pod visokim pritiskom se razbijaju atomi i stvara se degenerisani gas.
- Neutronske zvezde

Neutronske zvezde se mogu formirati različitim mehanizmima. Jedan od mehanizama nastanak neutronskih zvezda je višestruki prolazak zvezde kroz stabilna i nestabilna stanja, pri kom u jezgru sve teži elementi postaju termonuklearno gorivo. Ukoliko dođe do formiranja gvozdenog jezgra, ono neće proizvoditi nuklearnu energiju, te dolaze do izuzetno brzog (kraće od 1s) kolapsa jezgra. Oslobođena gravitaciona potencijalna energija ubrzava elektrone do ultrarelativističkih brzina, pa ovi elektroni razbijaju atomska jezgra i sa protonima formiraju neutrone, koji mogu da se sabiju na znatno manju zapreminu nego što su mogla atomska jezgra. Pored toga se formiraju i neutrini koji bez interakcija sa ostalim česticama napuštaju jezgro.
Degenerisani neutronski gas zaustavlja kolaps jezgra. Pri padu omotača na degenerisano jezgro formira se udarni talas uz ekslploziju i oslobađanje velike količine energije. Ova pojava se zove supernova. To je prelazna etapa između normalne zvezde i male neutronske zvezde.
- Crne rupe

U slučaju zvezda najvećih masa ne postoji sila koja bi sprečila njihovo gravitaciono sažimanje. Po završetku termonuklearnih reakcija dolazi do gravitacionog kolapsa koji zvezdu sabija u singularitet beskonačne gustine. Ovaj proces se ne može opisati klasičnom fizikom, već je opisan opštom teorijom relativnosti, prema kojoj je gravitaciono polje crne rupe toliko jako da dolazi do zakrivljenosti prostor-vremena u tolikoj meri da zvezda postaje nevidljiva za posmatrača.

## Literatura
- Astronomy 606 (Stellar Structure and Evolution) lecture notes, Cole Miller, Department of Astronomy, University of Maryland
- Astronomy 162, Unit 2 (The Structure & Evolution of Stars) lecture notes, Richard W. Pogge, Department of Astronomy, Ohio State University
- Hansen, Carl J.; Kawaler, Steven D.; Trimble, Virginia (2004). Stellar interiors: physical principles, structure, and evolution (2nd изд.). Springer-Verlag. ISBN 978-0-387-20089-7.
- Prialnik, Dina (2000). An Introduction to the Theory of Stellar Structure and Evolution. Cambridge University Press. ISBN 978-0-521-65065-6.
- Ryan, Sean G.; Norton, Andrew J. (2010). Stellar Evolution and Nucleosynthesis. Cambridge University Press. стр. 125. ISBN 978-0521133203.
- Stahler, S. W. & Palla, F. (2004). The Formation of Stars. Weinheim: Wiley-VCH. ISBN 978-3-527-40559-6.
- Lada, Charles J.; Lada, Elizabeth A. (1. 9. 2003). „Embedded Clusters in Molecular Clouds”. Annual Review of Astronomy and Astrophysics. 41 (1): 57—115. ISSN 0066-4146. arXiv:astro-ph/0301540 . doi:10.1146/annurev.astro.41.011802.094844.
- Prialnik, Dina (2000). An Introduction to the Theory of Stellar Structure and Evolution. Cambridge University Press. 195—212. ISBN 978-0-521-65065-6.
- Dupraz, C.; Casoli, F. (jun 4—9, 1990). „The Fate of the Molecular Gas from Mergers to Ellipticals”. Dynamics of Galaxies and Their Molecular Cloud Distributions: Proceedings of the 146th Symposium of the International Astronomical Union. Paris, France: Kluwer Academic Publishers. Bibcode:1991IAUS..146..373D. Проверите вредност парамет(а)ра за датум: |date= (помоћ)
- Lequeux, James (2013). Birth, Evolution and Death of Stars. World Scientific. ISBN 978-981-4508-77-3.
- Williams, J. P.; Blitz, L.; McKee, C. F. (2000). „The Structure and Evolution of Molecular Clouds: from Clumps to Cores to the IMF”. Protostars and Planets IV. стр. 97. Bibcode:2000prpl.conf...97W. arXiv:astro-ph/9902246 .
- Alves, J.; Lada, C.; Lada, E. (2001). Tracing H2 Via Infrared Dust Extinction. Cambridge University Press. стр. 217. ISBN 978-0-521-78224-1.
- Sanders, D. B.; Scoville, N. Z.; Solomon, P. M. (1. 2. 1985). „Giant molecular clouds in the Galaxy. II – Characteristics of discrete features”. Astrophysical Journal, Part 1. 289: 373—387. Bibcode:1985ApJ...289..373S. doi:10.1086/162897.